# Kira Nerys
La Mayor (y después Coronel) Kira Nerys es un personaje ficticio de la franquicia Star Trek, apareciendo principalmente en la serie de televisión Star Trek: Deep Space Nine. Es interpretada por la actriz Nana Visitor. Es la segunda de a bordo después del capitán Benjamin Sisko en la estación espacial Espacio Profundo 9.
Por costumbres bajoranas, su apellido, Kira, precede a su nombre, Nerys.

## Biografía
La historia del personaje afirma que Kira Nerys nació 2343, en la provincia de Dakhur, a Bajor, durante los 50 años de ocupación cardasiana del planeta. Fue educada en un campamento de trabajo. Su familia eran miembros de las castas de artesanos. A los 12 años, Kira fue reclutada por la resistencia de Shakaar, parte de un movimiento clandestino que llevaba a cabo ataques terroristas contraobjetivos militares y civiles cardasianos con el objetivo final de poner fin a la ocupación.
Después de la ocupación ella se convirtió en la segunda de a bordo después del capitán Benjamin Sisko en la estación espacial Espacio Profundo 9 y se mantuvo allí todo el tiempo. No fue fácil para ella trabajar con Sisko por ser él un icono de la religión bajorana, pero con el tiempo ella se convirtió en amiga de él. Ella veía a la Federación como indispensable para mantener alejados a los cardasianos, algo que se convirtió en imperativo para ella, cuando se descubrió el agujero de gusano hacia el Cuadrante Gamma. Motivada por esa actitud, ella acabó con los intentos de una parte bajorana de acabar con esa alianza, destapando un vínculo que tenían algunos políticos bajoranos con los cardasianos acabando así con esas intenciones a largo plazo.
Cuando el Dominio empezó a actuar hostilmente en el 2370, ella se convirtió en enemiga de ese estado y empezó a actuar contra él. Un año después ella está presente cuando Odo descubre a los fundadores y se encarga que Odo vuelva otra vez a Espacio Profundo 9. Cuando más tarde Odo y Garak son raptados por la flota cardasiana-romulana de camino al Dominio, ella acompaña a la USS Defiant para salvarlos.
Cuando los klingons se convierten en 2371 en una amenaza temporal, ella decide ayudar a los cardasianos contra ellos y contribuye a la salvación del gobierno civil cardasiano recién instalado. También enseña más tarde a los cardasianos bajo Gul Dukat como luchar como guerrilleros contra ellos para así compensar las pérdidas que sufrieron en su lucha contra ellos.
Cuando los cardasianos se unieron al Dominio en 2372 bajo iniciativa de Gul Dukat, ella se convirtió en su enemiga y como tal fue testigo de su descenso a la locura después de su derrota durante la guerra. También fue testigo de como se convirtió en líder de la religión de los Espíritus Pagh y del aumento de su peligrosidad.
Con el tiempo ella fue ascendida a Coronel de la milicia bajorana y cuando Damar se rebeló contra el Dominio, ella le ayudó a luchar contra ellos con la ayuda de Garak. Gracias a sus actuaciones, ella también consigue movilizar a la población civil de Cardasia contra el Dominio, lo que contribuye a su derrota. Después del fin de la guerra y la desaparición de Sisko ella tomó el control de Espacio Profundo 9.
Ella tuvo una relación romántica con Vedek Bareil, Shakaar y Odo.

## Recepción
En el 25 aniversario de DS9 en 2018, Daniel Holloway y Joe Otterson hablaron extensamente sobre el personaje y dijeron: "La recepción de los fans hacia el personaje, y hacia el programa en su conjunto, fue muy variada. Los personajes femeninos anteriores de "Star Trek" habían sido ayudantes: una operadora de centralita (la teniente Uhura en la serie original), una terapeuta (la consejera Troi en La nueva generación), una sanadora (la Dra. Crusher en La nueva generación). Ninguna había sido una veterana de guerra con esqueletos emocionales. Visitor dijo: "Algunas personas en el mundo de 'Star Trek' decían: 'Eso no es lo que debería ser una mujer en 'Star Trek'. Eso es lo incorrecto que se debe enseñar. Pero lo que yo vi fue una mujer con apetito y áreas grises, muchas áreas grises. Muy falible, pero en crecimiento y esforzándose. Y eso está en toda la televisión ahora". Holloway y Otterson sugirieron que el personaje era un precursor de Michael Burnham en Star Trek: Discovery.
En 2016, ScreenRant calificó a Kira Nerys como el quinto mejor personaje de Star Trek en general. En 2018, TheWrap calificó a Kira como el décimo mejor personaje de Star Trek en general, destacando su papel en Star Trek: Deep Space Nine. The Hollywood Reporter destacó el papel del personaje en el episodio de la primera temporada "Duet", que clasificaron como el séptimo mejor episodio de la serie; Visitor elogió la escritura del episodio.
En 2009, IGN clasificó a Kira como el undécimo mejor personaje de Star Trek en general. En 2018, CBR clasificó a Kira como el undécimo mejor personaje de la Flota Estelar de Star Trek . Explican que Kira en el programa no es en realidad parte de la Flota Estelar hasta el último episodio, en ese breve tiempo tiene un gran impacto en la guerra del Dominio. En 2018, TheWrap colocó a Kira en el décimo lugar de 39 en una clasificación de personajes principales del elenco de la franquicia Star Trek antes de Star Trek: Discovery.
En 2013, la revista Slate clasificó a Kira Nerys como uno de los diez mejores personajes de la tripulación de la franquicia Star Trek.
En 2016, el personaje del Coronel Kira fue clasificado como el séptimo personaje más importante de la Flota Estelar dentro del universo de ciencia ficción de Star Trek por Wired.